# Leifa
Leifa Automobil GmbH war ein deutsches Unternehmen im Bereich von Automobilen.

## Markengeschichte
Das Unternehmen hatte seinen Sitz am Tegeler Weg 104 in Berlin-Charlottenburg. Es vertrieb Personenkraftwagen, die in Zusammenarbeit mit Metallwerke Borsdorf hergestellt wurden. Der Markenname lautete Leifa. Die Produktion lief von 1924 bis 1925. Der Absatz blieb gering.
Es ist keine Verbindung bekannt zu Fama Fahrzeug & Motoren aus Kiel-Friedrichsort, die in der gleichen Zeit Kleinkrafträder mit 148 cm³ Hubraum unter dem gleichen Markennamen anboten.

## Fahrzeuge
Das einzige Modell hatte einen Zweizylinder-Zweitaktmotor-Rohölmotor von Albrecht. Er leistete 18 PS aus 1500 cm³ Hubraum. Zum Anlassen des Motors wurde Benzin benötigt. Betriebsstoff war Öl.
Eine Quelle gibt an, dass das Fahrzeug nicht ausgereift war und deshalb relativ erfolglos war.